# Pleurothallis tipuloides
Pleurothallis tipuloides är en orkidéart som beskrevs av Carlyle August Luer. Pleurothallis tipuloides ingår i släktet Pleurothallis och familjen orkidéer. Inga underarter finns listade i Catalogue of Life.